# Марианска летяща лисица
Марианската летяща лисица (Pteropus mariannus) е вид бозайник от семейство Плодоядни прилепи (Pteropodidae). Видът е застрашен от изчезване.

## Разпространение
Разпространен е в Гуам, Микронезия, Северни Мариански острови и Япония (Рюкю).